# Georg Wilhelm Schimper
Georg Wilhelm Schimper (Reichenschwand, 19 de agosto de 1804 – Adua, octubre de 1878) fue un botánico y explorador alemán 

## Biografía
Sus padres se divorciaron en 1814; su padre marchó a servir en Rusia, donde falleció poco después. Su hermano mayor fue el naturalista Karl Friedrich Schimper.Tras un aprendizaje como tornero de madera, Schimper se alistó como soldado para apoyar a su madre, que se encontraba en la pobreza y enferma. En 1828 se le concedió una licencia extendida para continuar su educación y Schimper estudió historia natural en la Universidad de Múnich. Por un breve periodo trabajó con el geólogo Louis Agassiz como dibujante e ilustrador. 
De 1831 a 1835 viajó por el norte de África y el Oriente Medio en expediciones botánicas, con el apoyo de la Sociedad de Viajes de Historia Natural de Wurtemberg. Schimper emprendió un viaje de recolección botánica a Argel en 1831 y tres años más tarde viajó a Egipto, exploró el desierto del Sinaí y se estableció en Abisinia, en 1836, donde se dedicó a la recolección de plantas. 
En Abisinia se ganó el favor de Dejazmach Wube Hayle, maryam de Tigray y Simen, que le nombró gobernador de la pequeña provincia de Adua. Schimper se casó con Mirritsit, miembro de una familia importante de la provincia de Adua, y tuvieron varios hijos. Schimper tomó una segunda residencia en la región montañosa de las Montañas Simen, y la administración del Jardin des Plantes de París le confió una misión científica permanente en Abisinia. Schimper aportó valiosas contribuciones a París y otras colecciones de historia natural, incluidas las de Berlín. 
Bajo el reinado del emperador Teodoro II, Schimper perdió su gobernación, pero continuó con sus actividades botánicas. Cuando Teodoro II entró en guerra con el Reino Unido tuvo que seguirle a la fortaleza de Magdala. Recuperó su libertad tras la batalla de Magdala y la muerte de Teodoro II en 1868. Desde entonces, vivió con su esposa, fallecida en 1869, en Adua, donde Schimper murió en octubre de 1878. 

## Obras
Además de sus estudios botánicos en África, a Schimper se le conoce por su correspondencia con famosos botánicos europeos. En esas cartas, describe detallados pormenores de la política, economía y sociedad de Abisinia, que para esa época era muy poco conocida para los europeos. Schimper publicó diversas obras, principalmente en revistas botánicas y geológicas, y su autobiografía, que había enviado a Otto von Bismarck, se perdió.
- Reise nach Algier 1831-1834 [Viajes a Argel] (1834).
- In Abyssinia. Observations on Tigre [En Abisinia. Observaciones sobre el Tigré]. [3]

## En la Ciencia
Los géneros de plantas Schimpera Steud. & Hochst. ex Endl. de la familia de las crucíferas (Brassicaceae), Schimperina Tiegh. de la familia de las Loranthaceae y Oreoschimperella Rauschert de la familia de las umbelíferas (Apiaceae) llevan su nombre. El nombre específico de especies schimperiana se usa para numerosas especies que describió y clasificó en el nordeste de África, como los siguientes ejemplos:
- Habenaria schimperiana.
- Pyrrosia schimperiana.
- Festuca schimperiana.

- La abreviatura «G.W.Schimp.» se emplea para indicar a Georg Wilhelm Schimper como autoridad en la descripción y clasificación científica de los vegetales.[4]